# Blekinge studentkår
Blekinge studentkår är en studentkår vid Blekinge tekniska högskola. Kåren är uppbyggd av en traditionell styrelse där kårordförande och vice kårordförande är arvoderade. Styrelsen utses på fullmäktigemötet i maj och innehar posten mellan den 1 juli och den 30 juni.

## Sektioner
De organiserade aktiviteterna (främst på campus) är uppdelat i sektioner med olika tematisk inriktning. Dels har man sexmästerierna (.smoersex i Karlshamn och Sexistenz i Karlskrona) som står för festverksamheten och anordnar resor till studentfester.
Studentkåren har dessutom lokaler på båda campus med någon typ av pubverksamhet som drivs helt ideellt. I Karlskrona huserar studentkåren i huset Rotundan alldeles vid strandkanten och har utöver publokalen plats för kontor och mötesrum som studenterna kan nyttja när det är ledigt.
Utöver klassiska studenttraditioner i form av Blekinge Kårspex och idrott (KIDS) finns dessutom en sektion för att ta hand om utveckling och drift av studentkårens informationssystem och datorresurser (SIS).